# Olle Ahlström
Olle Gunnar Ahlström, född 16 november 1927 i Lund, död 14 november 2013 i Malmö, var en svensk väg- och vattenbyggnadsingenjör. Han var son till Oscar Ahlström. 
Efter studentexamen 1947 utexaminerades Ahlström från Kungliga Tekniska högskolan 1954. Han blev ingenjör vid Statens Järnvägar i Malmö samma år, byråingenjör vid Malmö stads gatukontor 1955 och var trafikingenjör där 1957–1993. Han var ledamot av Ingenjörsvetenskapsakademiens väg- och fordonskommittés delegation för gator och vägars kapacitet 1957–1958, av Byggnadsstyrelsens och Väg- och vattenbyggnadsstyrelsens parkeringsutrednings arbetsgrupp 1957–1960, Svenska kommunaltekniska föreningens gatu- och trafikkommitté 1959–1964, dess trafikkommitté 1965, kommunikationsdepartementets parkeringskommitté 1961, teknisk expert vid Nordiska vägtekniska förbundet 1960, expert i Nordiska vägtrafikkommittén 1963, i Ingenjörsvetenskapsakademiens väg- och fordonskommittés 1963, i högertrafikkommittén 1964, i Skånska ingenjörsklubben 1961–1963 och från 1965.
Ahlström var delaktig i Malmös omfattande förändringar av trafiksystemen under en tid då mycket stora förändringar genomfördes och var bland annat ansvarig för högertrafikomläggningen i Malmö 1967 och genomförandet av många nya trafiklösningar i samband med nya bostadsområden och omdaningen av Malmös trafiksystem. Han var även drivkraften i tillkomsten av Museispårvägen i Malmö 1987. Han var starkt engagerad i Svenska kommunaltekniska föreningen i 55 år, tillhörde under många år dess styrelse och blev hedersledamot 1986. Han var också redaktör för dess tidskrift Stadsbyggnad under ett antal år på 1990-talet.